# Associazione Sportiva Roma 2016-2017
Questa voce raccoglie le informazioni riguardanti l'Associazione Sportiva Roma nelle competizioni ufficiali della stagione 2016-2017.

## Stagione

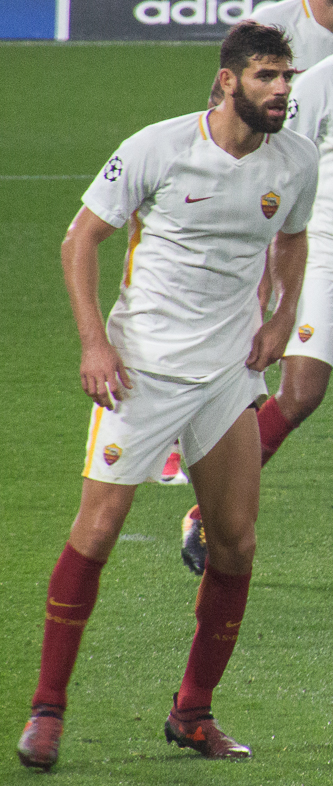
Il difensore Federico Fazio, acquistato dal Siviglia, si afferma ben presto come titolare insostituibile dei giallorossi

Archiviata sin da subito l'esperienza in Champions League, a causa dell'eliminazione contro il Porto nel turno di play-off, i giallorossi confermano anche nel campionato 2016-17 lo stereotipo di «anti-Juve» al pari del Napoli. Un indizio in tal senso giunge dal confronto diretto con i partenopei, sconfitti per 3-1 sul loro campo dopo la sosta di ottobre. Traendo giovamento da un filotto di risultati positivi, i capitolini superano senza difficoltà la fase a gruppi dell'Europa League (a cui hanno avuto accesso in seguito al fallimento nella massima competizione europea). Alla 21ª giornata di campionato, la Roma supera il Cagliari per 1-0: con questo successo, le vittorie consecutive tra le mura amiche salgono a 13 stabilendo un primato nella storia del club. Il numero totale ammonta a 14 dopo la vittoria (in Coppa Italia) contro il Cesena, fermandosi per via del k.o. patito contro il Villarreal: l'aver vinto per 4-0 la partita di andata, valida per i sedicesimi di Europa League, aveva di fatto già consentito il passaggio al turno successivo. Battuta dal Lione negli ottavi con il punteggio complessivo di 5-4, la squadra perde inoltre la possibilità di giocare la finale di Coppa Italia: il doppio derby con la Lazio riserva un esito favorevole ai biancocelesti, premiati dal 2-0 dell'andata che vanifica il 3-2 conseguito dai giallorossi nel ritorno.
Un finale di campionato in crescendo, impreziosito dalle vittorie contro Milan (1-4) e Juventus (3-1), tiene vivo il sogno del secondo posto: in particolare, la battuta d'arresto dei torinesi li costringe a rinviare l'appuntamento con lo Scudetto. Il piazzamento, ancora una volta alle spalle della «Vecchia Signora», viene ottenuto con le vittorie su Chievo (3-5) e Genoa (3-2). L'evento più importante della stagione rimane tuttavia l'addio di Francesco Totti, che dopo 25 anni di attività (tutti spesi con la maglia giallorossa) decide di appendere gli scarpini al chiodo. Il capitano saluta i suoi tifosi in occasione della sfida con i rossoblu, ricevendo gli applausi dell'intero stadio. Nel corso del campionato, il numero 10 ha segnato 2 gol (entrambi su rigore) contro Sampdoria e Torino confermando un primato, quello di miglior rigorista del massimo campionato con 71 centri dal dischetto.
La squadra guidata da Luciano Spalletti chiude la stagione stabilendo i record di punti (87) e di reti segnate in una singola stagione (90) per la società.

## Divise e sponsor
Lo sponsor tecnico è Nike. La divisa primaria della Roma è costituita da maglia rosso porpora con bordo del colletto giallo, pantaloncini rossi e calzettoni gialli, questi ultimi presenti anche in alternativa di colore rosso. Nella divisa da trasferta ritroviamo il lupetto utilizzato negli anni 1980 come stemma, maglia, pantaloncini e calzettoni sono bianchi con rifiniture rosse (i pantaloncini in alternativa sono rossi), mentre la terza divisa è costituita da maglia rossa con strisce orizzontali arancioni e dettagli neri, pantaloncini arancioni con dettagli neri, calzettoni arancioni con dettagli neri e rossi.
Il 25 novembre viene presentata un'ulteriore divisa, usata dal club durante i derby di Roma di campionato, costituita da maglia, pantaloncini e calzettoni rossi con dettagli in oro e rosso scuro (nella partita di ritorno viene anche aggiunta la scritta "SPQR" sul petto in oro). In Roma-Genoa del 28 maggio 2017 viene usata la divisa della stagione successiva costituita da maglia rossa con strisce laterali nere e colletto a girocollo giallo, pantaloncini rossi con strisce laterali nere e calzettoni neri con dettagli gialli; la divisa viene anche dotata di una patch celebrativa in quanto ultima partita con la Roma di Francesco Totti.
Sono presenti tre divise per i portieri, una gialla e una verde entrambe con dettagli in nero e usate sia con lo stemma societario sia con il lupetto e una bianca con dettagli neri. Il 17 dicembre 2016, in occasione di Juventus-Roma, i giallorossi indossano una divisa con la scritta Telethon in bianco, mentre il 19 febbraio 2017, in occasione di Roma-Torino, nella manica sinistra viene apposto il numero 24 per sostenere il calciatore giallorosso Alessandro Florenzi in seguito al suo infortuno. Dal 17 gennaio 2017 nelle divise delle squadre giovanili compare il logo di Linkem, fornitore tecnico di servizi di connettività ad alta performance del club capitolino a partire dallo stesso 17 gennaio.
| Casa | Casa (alternativa) |  | Casa (15ª Serie A) | Casa (34ª Serie A) | Casa (38ª Serie A) | Trasferta | Trasferta (alternativa) | Terza divisa | 1ª div. portiere con stemma societario | 1ª div. portiere con Lupetto | 2ª div. portiere con stemma societario | 2ª div. portiere con Lupetto | 3ª div. portiere |

## Organigramma societario
Area direttiva
- Presidente: James Pallotta
- Amministratore delegato: Umberto Gandini
- Consiglieri: Mauro Baldissoni, Charlotte Beers, Gianluca Cambareri, Richard D'Amore, John Galantic, Stanley Philip Gold, Mia Hamm, Brian Klein, Benedetta Navarra, Cam Neely, Barry Sternlicht, Alba Tull
- Presidente del collegio sindacale: Claudia Cattani
- Sindaci effettivi del collegio sindacale: Massimo Gambini, Pietro Mastrapasqua
- Sindaci supplenti del collegio sindacale: Riccardo Gabrielli
- Società di revisione: BDO SpA

Area tecnica
- Direttore sportivo: Walter Sabatini (fino al 7 ottobre 2016), poi Frederic Massara
- Allenatore: Luciano Spalletti
- Allenatore in seconda: Marco Domenichini
- Collaboratori tecnici: Daniele Baldini, Aurelio Andreazzoli, Alessandro Pane
- Preparatori atletici: Luca Franceschi, Vito Scala, Manrico Ferrari, Marcello Iaia
- Preparatore portieri: Marco Savorani
- Video analyst: Simone Beccaccioli

Area sanitaria
- Medici sociali: Helge Riepenhof, Riccardo Del Vescovo
- Fisioterapisti: Alessandro Cardini, Marco Esposito, Silio Musa, Marco Ferrelli, Valerio Flammini, Damiano Stefanini
- Osteopata: Walter Martinelli

## Rosa
Di seguito la rosa.
| N. |                                 | Ruolo | Calciatore                       |
| -- | ------------------------------- | ----- | -------------------------------- |
| 1  | Polonia (bandiera)              | P     | Wojciech Szczęsny                |
| 2  | Germania (bandiera)             | D     | Antonio Rüdiger                  |
| 3  | Brasile (bandiera)              | D     | Juan Jesus                       |
| 4  | Belgio (bandiera)               | C     | Radja Nainggolan                 |
| 5  | Argentina (bandiera)            | C     | Leandro Paredes                  |
| 6  | Paesi Bassi (bandiera)          | C     | Kevin Strootman                  |
| 7  | Paraguay (bandiera)             | A     | Juan Manuel Iturbe               |
| 7  | Francia (bandiera)              | C     | Clément Grenier                  |
| 8  | Argentina (bandiera)            | C     | Diego Perotti                    |
| 9  | Bosnia ed Erzegovina (bandiera) | A     | Edin Džeko                       |
| 10 | Italia (bandiera)               | A     | Francesco Totti (capitano)       |
| 11 | Egitto (bandiera)               | A     | Mohamed Salah                    |
| 13 | Brasile (bandiera)              | D     | Bruno Peres                      |
| 15 | Belgio (bandiera)               | D     | Thomas Vermaelen                 |
| 16 | Italia (bandiera)               | C     | Daniele De Rossi (vice capitano) |
| 17 | Senegal (bandiera)              | D     | Moustapha Seck                   |
| 18 | Romania (bandiera)              | P     | Bogdan Lobonț                    |
| 19 | Brasile (bandiera)              | P     | Alisson Becker                   |
| 20 | Argentina (bandiera)            | D     | Federico Fazio                   |
| 21 | Francia (bandiera)              | C     | William Vainqueur                |
| 21 | Portogallo (bandiera)           | D     | Mário Rui                        |
| 24 | Italia (bandiera)               | C     | Alessandro Florenzi              |
| 27 | Italia (bandiera)               | A     | Federico Ricci                   |

| N. |                    | Ruolo | Calciatore          |
| -- | ------------------ | ----- | ------------------- |
| 30 | Brasile (bandiera) | C     | Gerson              |
| 33 | Brasile (bandiera) | D     | Emerson Palmieri    |
| 35 | Grecia (bandiera)  | D     | Vasilīs Torosidīs   |
| 35 | Italia (bandiera)  | A     | Filippo Franchi     |
| 44 | Grecia (bandiera)  | D     | Kōstas Manōlas      |
| 48 | Italia (bandiera)  | A     | Mirko Antonucci     |
| 49 | Italia (bandiera)  | C     | Alessandro Bordin   |
| 50 | Italia (bandiera)  | D     | Stefano Ciavattini  |
| 52 | Italia (bandiera)  | A     | Davide Frattesi     |
| 52 | Italia (bandiera)  | C     | Lorenzo Di Livio    |
| 53 | Italia (bandiera)  | C     | Emanuele Spinozzi   |
| 55 | Italia (bandiera)  | D     | Eros De Santis      |
| 57 | Italia (bandiera)  | D     | Lorenzo Grossi      |
| 58 | Italia (bandiera)  | D     | Luca Pellegrini     |
| 77 | Italia (bandiera)  | P     | Stefano Greco       |
| 91 | Italia (bandiera)  | D     | Riccardo Marchizza  |
| 92 | Italia (bandiera)  | A     | Stephan El Shaarawy |
| 95 | Italia (bandiera)  | P     | Andrea Romagnoli    |
| 96 | Italia (bandiera)  | A     | Edoardo Soleri      |
| 97 | Nigeria (bandiera) | A     | Sadiq Umar          |
| 97 | Senegal (bandiera) | A     | Keba Sidy Coly      |
| 98 | Italia (bandiera)  | P     | Lorenzo Crisanto    |
| 99 | Nigeria (bandiera) | D     | Abdullahi Nura      |

## Calciomercato
Di seguito il calciomercato.

### Sessione estiva (dall'1/7 al 31/8)
| Acquisti | Acquisti            | Acquisti      | Acquisti                                                                                             |
| R.       | Nome                | da            | Modalità                                                                                             |
| -------- | ------------------- | ------------- | --- |
| P        | Alisson Becker      | Internacional | definitivo                                                                                           |
| P        | Wojciech Szczęsny   | Arsenal       | prestito gratuito                                                                                    |
| D        | Federico Fazio      | Tottenham     | prestito (1,2 milioni €) con diritto di riscatto (fino 3,2 milioni €)                                |
| D        | Thomas Vermaelen    | Barcellona    | prestito gratuito con diritto di acquisto (10 milioni €)                                             |
| D        | Norbert Gyömbér     | Catania       | definitivo (1,5 milioni €)                                                                           |
| D        | Juan Jesus          | Inter         | prestito oneroso (2 milioni €) con obbligo di riscatto (8 milioni €)                                 |
| D        | Mário Rui           | Empoli        | prestito oneroso (3 milioni €) con diritto di riscatto (fino 1,5 milioni €)                          |
| D        | Antonio Rüdiger     | Stoccarda     | definitivo (9 milioni € e bonus 0,5 milioni €)                                                       |
| D        | Abdullahi Nura      | Spezia        | definitivo (2,5 milioni €)                                                                           |
| D        | Bruno Peres         | Torino        | prestito oneroso (1 milione €) con obbligo di riscatto (12,5 milioni € e bonus fino a 1,5 milioni €) |
| C        | Gerson              | Fluminense    | definitivo (16 milioni €)                                                                            |
| A        | Stephan El Shaarawy | Milan         | definitivo (13 milioni €)                                                                            |
| A        | Umar Sadiq          | Spezia        | definitivo (2,5 milioni €)                                                                           |

| Cessioni | Cessioni          | Cessioni            | Cessioni                                                         |
| R.       | Nome              | a                   | Modalità                                                         |
| -------- | ----------------- | ------------------- | ---------------------------------------------------------------- |
| P        | Tomas Švedkauskas | Lupa Roma           | prestito                                                         |
| D        | Leandro Castán    | Torino              | prestito oneroso (0,5 milioni € con bonus fino a 0,75 milioni €) |
| D        | Vasilīs Torosidīs | Bologna             | definitivo                                                       |
| D        | Ervin Zukanović   | Atalanta            | prestito con diritto di riscatto                                 |
| D        | Norbert Gyömbér   | Pescara             | prestito                                                         |
| D        | Elio Capradossi   | Bari                | prestito                                                         |
| D        | Mihai Balasa      | Trapani             | prestito                                                         |
| C        | Lorenzo Di Livio  | Ternana             | prestito con diritto di riscatto                                 |
| C        | Miralem Pjanić    | Juventus            | definitivo (32 milioni €)                                        |
| C        | William Vainqueur | Olympique Marsiglia | prestito                                                         |
| C        | Ismail H'Maidat   | Vicenza             | prestito                                                         |
| C        | José Machin       | Trapani             | prestito con diritto di riscatto e controriscatto                |
| A        | Seydou Doumbia    | Basilea             | prestito                                                         |
| A        | Iago Falque       | Torino              | prestito                                                         |
| A        | Adem Ljajić       | Torino              | definitivo (8,5 milioni € con bonus fino a 0,5 milioni €)        |
| A        | Federico Ricci    | Sassuolo            | prestito                                                         |
| A        | Antonio Sanabria  | Betis               | definitivo (7,5 milioni €)                                       |
| A        | Sadiq Umar        | Bologna             | prestito con diritto di riscatto e controriscatto                |
| A        | Ezequiel Ponce    | Granada             | prestito                                                         |
| A        | Daniele Verde     | Avellino            | prestito                                                         |

### Sessione invernale (dal 3/1 al 31/1)
| Acquisti | Acquisti        | Acquisti        | Acquisti                         |
| R.       | Nome            | da              | Modalità                         |
| -------- | --------------- | --------------- | -------------------------------- |
| C        | Clément Grenier | Olympique Lione | prestito con diritto di riscatto |

| Cessioni | Cessioni           | Cessioni | Cessioni                                          |
| R.       | Nome               | a        | Modalità                                          |
| -------- | ------------------ | -------- | ------------------------------------------------- |
| D        | Moustapha Seck     | Carpi    | prestito                                          |
| C        | José Machin        | Lugano   | prestito con diritto di riscatto e controriscatto |
| A        | Juan Manuel Iturbe | Torino   | prestito con diritto di riscatto                  |
| A        | Iago Falque        | Torino   | definitivo                                        |

## Risultati

### Serie A

#### Girone di andata
| Arbitro: | Di Bello (Brindisi) |

|                                                    |           |  |
| Perotti 65’ (rig.), 75’ (rig.) Džeko 82’ Salah 84’ | Marcatori |  |

| Arbitro: | Mazzoleni (Bergamo) |

|                       |           |                                 |
| Borriello 56’ Sau 88’ | Marcatori | 6’ (rig.) Perotti 46’ Strootman |

| Arbitro: | Giacomelli (Trieste) |

|                                       |           |                             |
| Salah 8’ Džeko 61’ Totti 90+3’ (rig.) | Marcatori | 18’ Muriel 41’ Quagliarella |

| Arbitro: | Rizzoli (Bologna) |

|            |           |  |
| Badelj 82’ | Marcatori |  |

| Arbitro: | Russo (Nola) |

|                                          |           |  |
| El Shaarawy 26’ Salah 37’ Džeko 48’, 57’ | Marcatori |  |

| Arbitro: | Tagliavento (Terni) |

|                                        |           |                  |
| Belotti 8’ Iago Falque 53’ (rig.), 65’ | Marcatori | 55’ (rig.) Totti |

| Arbitro: | Banti (Livorno) |

|                            |           |            |
| Džeko 5’ Icardi 76’ (aut.) | Marcatori | 72’ Banega |

| Arbitro: | Orsato (Schio) |

|               |           |                          |
| Koulibaly 58’ | Marcatori | 43’, 54’ Džeko 86’ Salah |

| Arbitro: | Calvarese (Teramo) |

|                                                 |           |             |
| Salah 31’ Paredes 51’ Džeko 68’ El Shaarawy 82’ | Marcatori | 80’ Quaison |

| Arbitro: | Damato (Barletta) |

|                  |           |                                      |
| P. Cannavaro 12’ | Marcatori | 57’, 76’ (rig.) Džeko 78’ Nainggolan |

| Empoli 30 ottobre 2016, ore 15:00 CET 11ª giornata | Empoli              | 0 – 0 referto | Roma | Stadio Carlo Castellani (11.671 spett.)\| Arbitro: \| Di Bello (Brindisi) \| |
| Arbitro:                                           | Di Bello (Brindisi) |               |      |                                                                              |

| Arbitro: | Giacomelli (Trieste) |

|                     |           |  |
| Salah 13’, 62’, 71’ | Marcatori |  |

| Arbitro: | Rocchi (Firenze) |

|                               |           |                    |
| Caldara 62’ Kessié 90’ (rig.) | Marcatori | 40’ (rig.) Perotti |

| Arbitro: | Irrati (Pistoia) |

|                                  |           |                          |
| Džeko 7’, 10’ Perotti 71’ (rig.) | Marcatori | 60’ Memushaj 74’ Caprari |

| Arbitro: | Banti (Livorno) |

|  |           |                              |
|  | Marcatori | 64’ Strootman 77’ Nainggolan |

| Arbitro: | Mazzoleni (Bergamo) |

|                |           |  |
| Nainggolan 62’ | Marcatori |  |

| Arbitro: | Orsato (Schio) |

|             |           |  |
| Higuain 14’ | Marcatori |  |

| Arbitro: | Calvarese (Teramo) |

|                                                  |           |               |
| El Shaarawy 45+1’ Džeko 52’ Perotti 90+3’ (rig.) | Marcatori | 37’ de Guzmán |

| Arbitro: | Rizzoli (Bologna) |

|  |           |                 |
|  | Marcatori | 36’ (aut.) Izzo |

#### Girone di ritorno
| Arbitro: | Damato (Barletta) |

|  |           |                |
|  | Marcatori | 12’ Nainggolan |

| Arbitro: | Guida (Torre Annunziata) |

|           |           |  |
| Džeko 55’ | Marcatori |  |

| Arbitro: | Mazzoleni (Bergamo) |

|                                 |           |                          |
| Praet 21’ Schick 71’ Muriel 73’ | Marcatori | 5’ Bruno Peres 66’ Džeko |

| Arbitro: | Irrati (Pistoia) |

|                                         |           |  |
| Džeko 39’, 83’ Fazio 58’ Nainggolan 75’ | Marcatori |  |

| Arbitro: | Russo (Nola) |

|  |           |                          |
|  | Marcatori | 40’ Nainggolan 77’ Džeko |

| Arbitro: | Guida (Torre Annunziata) |

|                                                  |           |                |
| Džeko 10’ Salah 17’ Paredes 65’ Nainggolan 90+1’ | Marcatori | 84’ Maxi López |

| Arbitro: | Tagliavento (Terni) |

|            |           |                                        |
| Icardi 81’ | Marcatori | 12’, 56’ Nainggolan 85’ (rig.) Perotti |

| Arbitro: | Banti (Livorno) |

|               |           |                  |
| Strootman 89’ | Marcatori | 26’, 50’ Mertens |

| Arbitro: | Rocchi (Firenze) |

|  |           |                                             |
|  | Marcatori | 22’ El Shaarawy 76’ Džeko 90+1’ Bruno Peres |

| Arbitro: | Di Bello (Brindisi) |

|                                   |           |           |
| Paredes 16’ Salah 45+2’ Džeko 68’ | Marcatori | 9’ Defrel |

| Arbitro: | Massa (Imperia) |

|                |           |  |
| Džeko 12’, 56’ | Marcatori |  |

| Arbitro: | Damato (Barletta) |

|  |           |                               |
|  | Marcatori | 25’ Fazio 41’ Salah 75’ Džeko |

| Arbitro: | Giacomelli (Trieste) |

|           |           |            |
| Džeko 50’ | Marcatori | 22’ Kurtić |

| Arbitro: | Irrati (Pistoia) |

|            |           |                                             |
| Benali 83’ | Marcatori | 44’ Strootman 45’ Nainggolan 48’, 60’ Salah |

| Arbitro: | Orsato (Schio) |

|                     |           |                          |
| De Rossi 45’ (rig.) | Marcatori | 12’, 85’ Keita 50’ Basta |

| Arbitro: | Rizzoli (Bologna) |

|             |           |                                                   |
| Pašalić 76’ | Marcatori | 8’, 28’ Džeko 78’ El Shaarawy 87’ (rig.) De Rossi |

| Arbitro: | Banti (Livorno) |

|                                             |           |            |
| De Rossi 25’ El Shaarawy 56’ Nainggolan 65’ | Marcatori | 21’ Lemina |

| Arbitro: | Damato (Barletta) |

|                             |           |                                               |
| Castro 15’ Inglese 37’, 86’ | Marcatori | 28’, 58’ El Shaarawy 42’, 76’ Salah 83’ Džeko |

| Arbitro: | Tagliavento (Terni) |

|                                    |           |                         |
| Džeko 10’ De Rossi 74’ Perotti 90’ | Marcatori | 3’ Pellegri 79’ Lazović |

### Coppa Italia

#### Fase finale
| Arbitro: | Calvarese (Teramo) |

|                                               |           |  |
| Nainggolan 39’, 90’ Džeko 47’ El Shaarawy 61’ | Marcatori |  |

| Arbitro: | Maresca (Napoli) |

|                              |           |               |
| Džeko 68’ Totti 90+7’ (rig.) | Marcatori | 73’ Garritano |

| Arbitro: | Irrati (Pistoia) |

|                                   |           |  |
| Milinković-Savić 29’ Immobile 78’ | Marcatori |  |

| Arbitro: | Rizzoli (Bologna) |

|                                |           |                                   |
| El Shaarawy 43’ Salah 66’, 90’ | Marcatori | 37’ Milinković-Savić 56’ Immobile |

### UEFA Champions League

#### Play-off
| Arbitro: | Kuipers |

|                        |           |                   |
| André Silva 61’ (rig.) | Marcatori | 21’ (aut.) Felipe |

| Arbitro: | Marciniak |

|  |           |                                |
|  | Marcatori | 8’ Felipe 73’ Layún 75’ Corona |

### UEFA Europa League

#### Fase a gironi
| Arbitro: | Buquet |

|           |           |                   |
| Bakoš 11’ | Marcatori | 4’ (rig.) Perotti |

| Arbitro: | Aghayev |

|                                                         |           |  |
| Strootman 19’ Fazio 45+2’ Fabricio 47’ (aut.) Salah 55’ | Marcatori |  |

| Arbitro: | Bezborodov |

|                                   |           |                                      |
| El Shaarawy 19’, 34’ Florenzi 69’ | Marcatori | 16’ Holzhauser 82’ Prokop 84’ Kayode |

| Arbitro: | Estrada Fernández |

|                        |           |                                           |
| Kayode 2’ Grünwald 89’ | Marcatori | 5’, 65’ Džeko 18’ De Rossi 78’ Nainggolan |

| Arbitro: | Stieler |

|                                       |           |           |
| Džeko 10’, 61’, 88’ Matějů 82’ (aut.) | Marcatori | 18’ Zeman |

| Bucarest 8 dicembre 2016, ore 19:00 CET 6ª giornata | Astra Giurgiu | 0 – 0 referto | Roma | Arena Națională (10.000 spett.)\| Arbitro: \| Göçek \| |
| Arbitro:                                            | Göçek         |               |      |                                                        |

#### Fase a eliminazione diretta
| Arbitro: | Makkelie |

|  |           |                                          |
|  | Marcatori | 32’ Emerson Palmieri 65’, 79’, 86’ Džeko |

| Arbitro: | Zwayer |

|  |           |           |
|  | Marcatori | 15’ Borré |

| Arbitro: | Taylor |

|                                                   |           |                     |
| Diakhaby 8’ Tolisso 47’ Fekir 74’ Lacazette 90+2’ | Marcatori | 20’ Salah 33’ Fazio |

| Arbitro: | Kassai |

|                                  |           |              |
| Strootman 17’ Tousart 60’ (aut.) | Marcatori | 16’ Diakhaby |

## Statistiche

### Statistiche di squadra
Di seguito le statistiche di squadra al 28 maggio 2017.
| Competizione     | Punti | In casa | In casa | In casa | In casa | In casa | In casa | In trasferta | In trasferta | In trasferta | In trasferta | In trasferta | In trasferta | Totale | Totale | Totale | Totale | Totale | Totale | DR  |
| Competizione     | Punti | G       | V       | N       | P       | Gf      | Gs      | G            | V            | N            | P            | Gf           | Gs           | G      | V      | N      | P      | Gf     | Gs     | DR  |
| ---------------- | ----- | ------- | ------- | ------- | ------- | ------- | ------- | ------------ | ------------ | ------------ | ------------ | ------------ | ------------ | ------ | ------ | ------ | ------ | ------ | ------ | --- |
| Serie A          | 87    | 19      | 16      | 1       | 2       | 50      | 18      | 19           | 12           | 2            | 5            | 40           | 20           | 38     | 28     | 3      | 7      | 90     | 38     | +52 |
| Coppa Italia     | -     | 3       | 3       | 0       | 0       | 9       | 3       | 1            | 0            | 0            | 1            | 0            | 2            | 4      | 3      | 0      | 1      | 9      | 5      | +4  |
| Champions League | -     | 1       | 0       | 0       | 1       | 0       | 3       | 1            | 0            | 1            | 0            | 1            | 1            | 2      | 0      | 1      | 1      | 1      | 4      | -3  |
| Europa League    | 12    | 5       | 3       | 1       | 1       | 13      | 6       | 5            | 2            | 2            | 1            | 11           | 7            | 10     | 5      | 3      | 2      | 24     | 13     | +11 |
| Totale           | -     | 28      | 22      | 2       | 4       | 72      | 30      | 26           | 14           | 5            | 7            | 52           | 30           | 54     | 36     | 7      | 11     | 124    | 60     | +64 |

### Andamento in campionato
| Giornata  | 1 | 2 | 3 | 4 | 5 | 6 | 7 | 8 | 9 | 10 | 11 | 12 | 13 | 14 | 15 | 16 | 17 | 18 | 19 | 20 | 21 | 22 | 23 | 24 | 25 | 26 | 27 | 28 | 29 | 30 | 31 | 32 | 33 | 34 | 35 | 36 | 37 | 38 |
| --------- | - | - | - | - | - | - | - | - | - | -- | -- | -- | -- | -- | -- | -- | -- | -- | -- | -- | -- | -- | -- | -- | -- | -- | -- | -- | -- | -- | -- | -- | -- | -- | -- | -- | -- | -- |
| Luogo     | C | T | C | T | C | T | C | T | C | T  | T  | C  | T  | C  | T  | C  | T  | C  | T  | T  | C  | T  | C  | T  | C  | T  | C  | T  | C  | C  | T  | C  | T  | C  | T  | C  | T  | C  |
| Risultato | V | N | V | P | V | P | V | V | V | V  | N  | V  | P  | V  | V  | V  | P  | V  | V  | V  | V  | P  | V  | V  | V  | V  | P  | V  | V  | V  | V  | N  | V  | P  | V  | V  | V  | V  |
| Posizione | 1 | 5 | 3 | 3 | 3 | 4 | 3 | 2 | 2 | 2  | 2  | 2  | 2  | 2  | 2  | 2  | 2  | 2  | 2  | 2  | 2  | 2  | 2  | 2  | 2  | 2  | 2  | 2  | 2  | 2  | 2  | 2  | 2  | 2  | 2  | 2  | 2  | 2  |

Fonte:  Serie A – Classifiche, su sport.sky.it, Sky Sport. URL consultato il 23 luglio 2016 (archiviato dall'url originale l'11 settembre 2014).
Legenda:

Luogo: C = Casa; T = Trasferta. Risultato: V = Vittoria; N = Pareggio; P = Sconfitta.

### Statistiche dei giocatori
Sono in corsivo i calciatori che hanno lasciato la società a stagione in corso.. Tra parentesi le autoreti.
| Giocatore      | Serie A  | Serie A | Serie A     | Serie A    | Coppa Italia | Coppa Italia | Coppa Italia | Coppa Italia | Champions League | Champions League | Champions League | Champions League | Europa League | Europa League | Europa League | Europa League | Totale   | Totale | Totale      | Totale     |
| Giocatore      | Presenze | Reti    | Ammonizioni | Espulsioni | Presenze     | Reti         | Ammonizioni  | Espulsioni   | Presenze         | Reti             | Ammonizioni      | Espulsioni       | Presenze      | Reti          | Ammonizioni   | Espulsioni    | Presenze | Reti   | Ammonizioni | Espulsioni |
| -------------- | -------- | ------- | ----------- | ---------- | ------------ | ------------ | ------------ | ------------ | ---------------- | ---------------- | ---------------- | ---------------- | ------------- | ------------- | ------------- | ------------- | -------- | ------ | ----------- | ---------- |
| Alisson        | 0        | 0       | 0           | 0          | 4            | -5           | 0            | 0            | 1                | -1               | 0                | 0                | 10            | -13           | 0             | 0             | 15       | -19    | 0           | 0          |
| M. Antonucci   | 0        | 0       | 0           | 0          | 0            | 0            | 0            | 0            | 0                | 0                | 0                | 0                | 0             | 0             | 0             | 0             | 0        | 0      | 0           | 0          |
| A. Bordin      | 0        | 0       | 0           | 0          | 0            | 0            | 0            | 0            | 0                | 0                | 0                | 0                | 0             | 0             | 0             | 0             | 0        | 0      | 0           | 0          |
| Bruno Peres    | 30       | 2       | 3           | 0          | 4            | 0            | 0            | 0            | 1                | 0                | 0                | 0                | 9             | 0             | 1             | 0             | 44       | 2      | 4           | 0          |
| S. Ciavattini  | 0        | 0       | 0           | 0          | 0            | 0            | 0            | 0            | 0                | 0                | 0                | 0                | 0             | 0             | 0             | 0             | 0        | 0      | 0           | 0          |
| K. S. Coly     | 0        | 0       | 0           | 0          | 0            | 0            | 0            | 0            | 0                | 0                | 0                | 0                | 0             | 0             | 0             | 0             | 0        | 0      | 0           | 0          |
| L. Crisanto    | 0        | 0       | 0           | 0          | 0            | 0            | 0            | 0            | 0                | 0                | 0                | 0                | 0             | 0             | 0             | 0             | 0        | 0      | 0           | 0          |
| D. De Rossi    | 31       | 4       | 8           | 0          | 1            | 0            | 0            | 0            | 2                | 0                | 1                | 1                | 6             | 1             | 1             | 0             | 40       | 5      | 10          | 1          |
| E. De Santis   | 0        | 0       | 0           | 0          | 0            | 0            | 0            | 0            | 0                | 0                | 0                | 0                | 0             | 0             | 0             | 0             | 0        | 0      | 0           | 0          |
| L. Di Livio    | 0        | 0       | 0           | 0          | 0            | 0            | 0            | 0            | 0                | 0                | 0                | 0                | 0             | 0             | 0             | 0             | 0        | 0      | 0           | 0          |
| E. Džeko       | 37       | 29      | 3           | 0          | 4            | 2            | 1            | 0            | 2                | 0                | 0                | 0                | 8             | 8             | 0             | 0             | 51       | 39     | 4           | 0          |
| S. El Shaarawy | 32       | 8       | 0           | 0          | 4            | 2            | 0            | 0            | 0                | 0                | 0                | 0                | 8             | 2             | 0             | 0             | 44       | 12     | 0           | 0          |
| Emerson        | 25       | 0       | 1           | 0          | 4            | 0            | 0            | 0            | 2                | 0                | 1                | 1                | 5             | 1             | 1             | 0             | 36       | 1      | 3           | 1          |
| F. Fazio       | 36       | 2       | 3           | 0          | 2            | 0            | 0            | 0            | 1                | 0                | 0                | 0                | 0             | 0             | 0             | 0             | 39       | 2      | 3           | 0          |
| A. Florenzi    | 9        | 0       | 3           | 0          | 0            | 0            | 0            | 0            | 1                | 0                | 0                | 0                | 3             | 1             | 0             | 0             | 13       | 1      | 3           | 0          |
| F. Franchi     | 0        | 0       | 0           | 0          | 0            | 0            | 0            | 0            | 0                | 0                | 0                | 0                | 0             | 0             | 0             | 0             | 0        | 0      | 0           | 0          |
| D. Frattesi    | 0        | 0       | 0           | 0          | 0            | 0            | 0            | 0            | 0                | 0                | 0                | 0                | 0             | 0             | 0             | 0             | 0        | 0      | 0           | 0          |
| Gerson         | 4        | 0       | 1           | 0          | 0            | 0            | 0            | 0            | 1                | 0                | 1                | 0                | 6             | 0             | 0             | 0             | 11       | 0      | 2           | 0          |
| S. Greco       | 0        | 0       | 0           | 0          | 0            | 0            | 0            | 0            | 0                | 0                | 0                | 0                | 0             | 0             | 0             | 0             | 0        | 0      | 0           | 0          |
| C. Grenier     | 6        | 0       | 1           | 0          | 0            | 0            | 0            | 0            | 0                | 0                | 0                | 0                | 0             | 0             | 0             | 0             | 6        | 0      | 1           | 0          |
| L. Grossi      | 0        | 0       | 0           | 0          | 0            | 0            | 0            | 0            | 0                | 0                | 0                | 0                | 0             | 0             | 0             | 0             | 0        | 0      | 0           | 0          |
| N. Gyömbér     | 0        | 0       | 0           | 0          | 0            | 0            | 0            | 0            | 0                | 0                | 0                | 0                | 0             | 0             | 0             | 0             | 0        | 0      | 0           | 0          |
| J. M. Iturbe   | 4        | 0       | 0           | 0          | 0            | 0            | 0            | 0            | 1                | 0                | 0                | 0                | 5             | 0             | 0             | 0             | 10       | 0      | 0           | 0          |
| Juan           | 20       | 0       | 4           | 0          | 3            | 0            | 0            | 0            | 2                | 0                | 0                | 0                | 8             | 0             | 1             | 0             | 33       | 0      | 5           | 0          |
| B. Lobont      | 0        | 0       | 0           | 0          | 0            | 0            | 0            | 0            | 0                | 0                | 0                | 0                | 0             | 0             | 0             | 0             | 0        | 0      | 0           | 0          |
| K. Manōlas     | 33       | 0       | 6           | 0          | 3            | 0            | 1            | 0            | 2                | 0                | 1                | 0                | 7             | 0             | 3             | 0             | 45       | 0      | 11          | 0          |
| R. Marchizza   | 0        | 0       | 0           | 0          | 0            | 0            | 0            | 0            | 0                | 0                | 0                | 0                | 1             | 0             | 0             | 0             | 1        | 0      | 0           | 0          |
| R. Nainggolan  | 37       | 11      | 3           | 0          | 4            | 2            | 1            | 0            | 2                | 0                | 0                | 0                | 10            | 1             | 2             | 0             | 53       | 14     | 6           | 0          |
| A. Nura        | 0        | 0       | 0           | 0          | 0            | 0            | 0            | 0            | 0                | 0                | 0                | 0                | 0             | 0             | 0             | 0             | 0        | 0      | 0           | 0          |
| L. Paredes     | 26       | 3       | 3           | 0          | 4            | 0            | 1            | 0            | 2                | 0                | 0                | 0                | 8             | 0             | 2             | 0             | 40       | 3      | 6           | 0          |
| L. Pellegrini  | 0        | 0       | 0           | 0          | 0            | 0            | 0            | 0            | 0                | 0                | 0                | 0                | 0             | 0             | 0             | 0             | 0        | 0      | 0           | 0          |
| D. Perotti     | 31       | 8       | 1           | 0          | 4            | 0            | 1            | 0            | 2                | 0                | 0                | 0                | 7             | 1             | 1             | 0             | 44       | 9      | 3           | 0          |
| A. Romagnoli   | 0        | 0       | 0           | 0          | 0            | 0            | 0            | 0            | 0                | 0                | 0                | 0                | 0             | 0             | 0             | 0             | 0        | 0      | 0           | 0          |
| A. Rüdiger     | 26       | 0       | 7           | 1          | 3            | 0            | 1            | 0            | 0                | 0                | 0                | 0                | 5             | 0             | 3             | 1             | 34       | 0      | 11          | 2          |
| M. Rui         | 5        | 0       | 1           | 0          | 2            | 0            | 0            | 0            | 0                | 0                | 0                | 0                | 2             | 0             | 0             | 0             | 9        | 0      | 1           | 0          |
| M. Salah       | 31       | 15      | 2           | 0          | 2            | 2            | 0            | 0            | 2                | 0                | 0                | 0                | 6             | 2             | 0             | 0             | 41       | 19     | 2           | 0          |
| M. Seck        | 0        | 0       | 0           | 0          | 0            | 0            | 0            | 0            | 0                | 0                | 0                | 0                | 1             | 0             | 0             | 0             | 1        | 0      | 0           | 0          |
| E. Soleri      | 0        | 0       | 0           | 0          | 0            | 0            | 0            | 0            | 0                | 0                | 0                | 0                | 0             | 0             | 0             | 0             | 0        | 0      | 0           | 0          |
| E. Spinozzi    | 0        | 0       | 0           | 0          | 0            | 0            | 0            | 0            | 0                | 0                | 0                | 0                | 0             | 0             | 0             | 0             | 0        | 0      | 0           | 0          |
| K. Strootman   | 32       | 4       | 6           | 0          | 3            | 0            | 0            | 0            | 2                | 0                | 1                | 0                | 7             | 2             | 2             | 0             | 44       | 6      | 9           | 0          |
| W. Szczęsny    | 38       | -38     | 0           | 0          | 0            | 0            | 0            | 0            | 1                | -3               | 0                | 0                | 0             | 0             | 0             | 0             | 39       | -41    | 0           | 0          |
| V. Torosidīs   | 0        | 0       | 0           | 0          | 0            | 0            | 0            | 0            | 0                | 0                | 0                | 0                | 0             | 0             | 0             | 0             | 0        | 0      | 0           | 0          |
| F. Totti       | 18       | 2       | 1           | 0          | 4            | 1            | 0            | 0            | 0                | 0                | 0                | 0                | 6             | 0             | 1             | 0             | 28       | 3      | 2           | 0          |
| W. Vainqueur   | 0        | 0       | 0           | 0          | 0            | 0            | 0            | 0            | 0                | 0                | 0                | 0                | 0             | 0             | 0             | 0             | 0        | 0      | 0           | 0          |
| T. Vermaelen   | 8        | 0       | 1           | 0          | 0            | 0            | 0            | 0            | 1                | 0                | 2                | 1                | 2             | 0             | 0             | 0             | 11       | 0      | 3           | 1          |

## Giovanili

### Organigramma societario
Responsabile Settore Giovanile: B. Conti

Primavera

Allenatore: A. De Rossi

Allievi Nazionali 1997

Allenatore: S. Tovalieri

Giovanissimi Nazionali 2001

Allenatore: F. Coppitelli

Esordienti 2004

Allenatore: A. Mattei

Pulcini 2005

Allenatore: P. Donadio

Pulcini 2006

Allenatore: R. Rinaudo

### Piazzamenti

#### Primavera
- Campionato: Semifinale[84] - 4º nella regular season nel girone C
- Coppa Italia: Vincitore
- Supercoppa Italiana: Vincitore
- Youth Cup: Play-off